# ILY (жест)

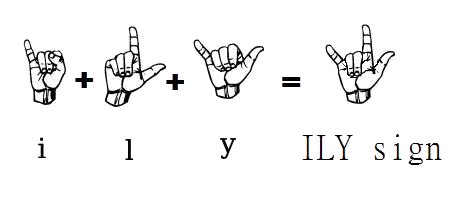

ILY (англ. ILY) — аббревиатура, означающая в американском языке жестов фразу I Love You (я тебя люблю).
Этот жест возник среди глухих школьников, чтобы с помощью пальцев создать знак из сочетания букв: I, L и Y (I Love You). Является неформальным способом выражения положительных эмоций — от уважения до любви — для получателя знака. Знак несколько похож на жест, называемый «Коза», отличие — в положении большого пальца руки.

## История

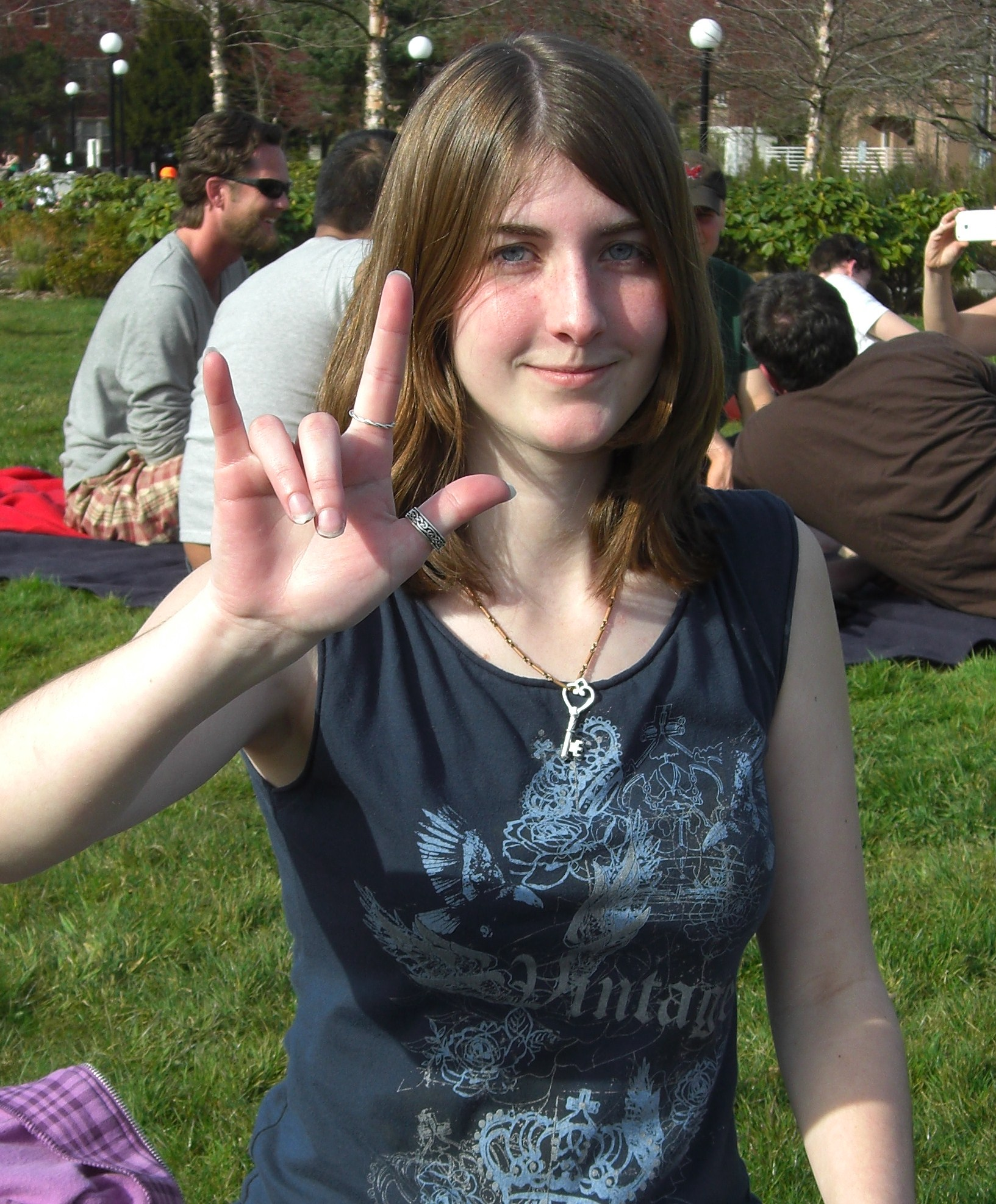
Демонстрация жеста ILY

Считается, что жест появился в начале XX века, но активно стал применяться в сурдопедагогике в 1970-х годах. Существенную лепту в его распространение внесли средства массовой информации, тиражируя изображения и интервью известных личностей. Его часто использовали: актер и комик Ричард Доусон, профессиональный рестлер Джимми Снука, первая в истории США глухонемая обладательница титула «Мисс Америка» 1995 года Хизер Уайтстоун, президент Джимми Картер, а также Барак Обама и Хиллари Клинтон (во время предвыборных кампаний).